# Castel Giorgio
Castel Giorgio es una localidad italiana de la provincia de Terni, región de Umbría, con 2.222 habitantes.

## Evolución demográfica
| Gráfica de evolución demográfica de Castel Giorgio entre 1861 y 2001 |
|                                                                      |
| Fuente ISTAT - Elaboración gráfica por parte de Wikipedia            |